# Mistrzostwa Polski w Boksie 1929
6. Mistrzostwa Polski w boksie mężczyzn odbyły się w dniach 7 i 8 kwietnia 1929 roku w Katowicach.

## Medaliści
| Kategoria:                    | Złoto:                               | Srebro:                                     | Brąz:                                                                           |
| waga musza (do 50,8 kg)       | Wiktor Moczko (BKS Katowice)         | Zygmunt Warczewski (Klub Cyganiewicza Lwów) | Marian Chmielewski (KS Cegielski Poznań) Kazimierz Sworzeniowski (Wawel Kraków) |
| waga kogucia (do 53,5 kg)     | Stefan Glon (Warta Poznań)           | Teodor Pyka (BKS Katowice)                  | Kempa (Olimpia Grudziądz) Adam Wagner (Czarni Lwów)                             |
| waga piórkowa (do 57,2 kg)    | Jan Górny (BKS Katowice)             | Józef Wróblewski (Olimpia Grudziądz)        | Józef Cyran (Zjednoczone Łódź) Alojzy Moczko (Wawel Kraków)                     |
| waga lekka (do 61,2 kg)       | Teodor Wochnik (BKS Katowice)        | Stefan Głowacki (Skra Warszawa)             | Stanisław Anioła (KS Cegielski Poznań) Alfons Witkowski (Olimpia Grudziądz)     |
| waga półśrednia (do 66,7 kg)  | Jan Arski (Warta Poznań)             | Józef Wysocki (Makabi Warszawa)             | Gerard Kowolik (BKS Katowice) Dominik Studnicki (Wawel Kraków)                  |
| waga średnia (do 72,6 kg)     | Witold Majchrzycki (Warta Poznań)    | Józef Wieczorek (BKS Katowice)              | Bolesław Morawa (Wawel Kraków) Artur Seidel (Union Łódź)                        |
| waga półciężka (do 79,4 kg)   | Stefan Wiśniewski (Warta Poznań)     | Jan Kempa (Krusche-Ender Pabianice)         | Piotr Mizerski (YMCA Warszawa) Józef Zimniowski (29 Orzegów)                    |
| waga ciężka (powyżej 79,4 kg) | Alfred Kupka (Policyjny KS Katowice) |                                             |                                                                                 |